# Кривоброды
Кривоброды (укр. Кривоброди) — село в Матеевецкой сельской общине Коломыйского района Ивано-Франковской области Украины.
Население по переписи 2001 года составляло 301 человек. Занимает площадь 4,47 км². Почтовый индекс — 78631. Телефонный код — 03478.